# Desire (álbum)
Desire é o décimo sétimo álbum de estúdio do cantor Bob Dylan, lançado a 5 de Janeiro de 1976.
Em 2003, o disco foi incluído na lista da revista Rolling Stone no nº 174 dos 500 Melhores Álbuns de Todos os Tempos.
O disco atingiu o nº 1 do Pop Albums.
| Críticas profissionais                                                      | Críticas profissionais |
| Avaliações da crítica                                                       | Avaliações da crítica  |
| Fonte                                                                       | Avaliação              |
| --------------------------------------------------------------------------- | ---------------------- |
| Allmusic                                                                    | [ 3 ]                  |
| Robert Christgau                                                            | (B-)                   |
| Rolling Stone                                                               | (Positivo)             |
| Esta tabela precisa de ser acompanhada por texto em prosa. Consulte o guia. |                        |

## Faixas
Todas as faixas por Bob Dylan e Jacques Levy, exceto onde anotado

### Lado 1
1. "Hurricane" – 8:33
2. "Isis" – 6:58
3. "Mozambique" – 3:00
4. "One More Cup of Coffee (Valley Below)" (Dylan) – 3:43
5. "Oh, Sister" – 4:05

### Lado 2
1. "Joey" – 11:05
2. "Romance in Durango" – 5:50
3. "Black Diamond Bay" – 7:30
4. "Sara" (Dylan) – 5:29

## Créditos
- Bob Dylan – Vocal, guitarra rítmica, harmónica, piano em "Isis"
- Scarlet Rivera – Violino
- Howard Wyeth – Bateria, piano
- Dominic Cortese – Acordeão, bandolim
- Rob Stoner – Baixo, vocal de apoio
- Emmylou Harris – Vocal de apoio
- Ronee Blakley – Vocal de apoio em "Hurricane"
- Steven Soles – Vocal de apoio em "Hurricane"
- Luther Rix - Congas em "Hurricane"